# Nathan Deal
Nathan Deal (Millen, Georgia, 25 de agosto de 1942) es un político estadounidense del Partido Republicano. Desde enero de 2011 hasta enero de 2019 fue gobernador de Georgia.